# Louis Beel

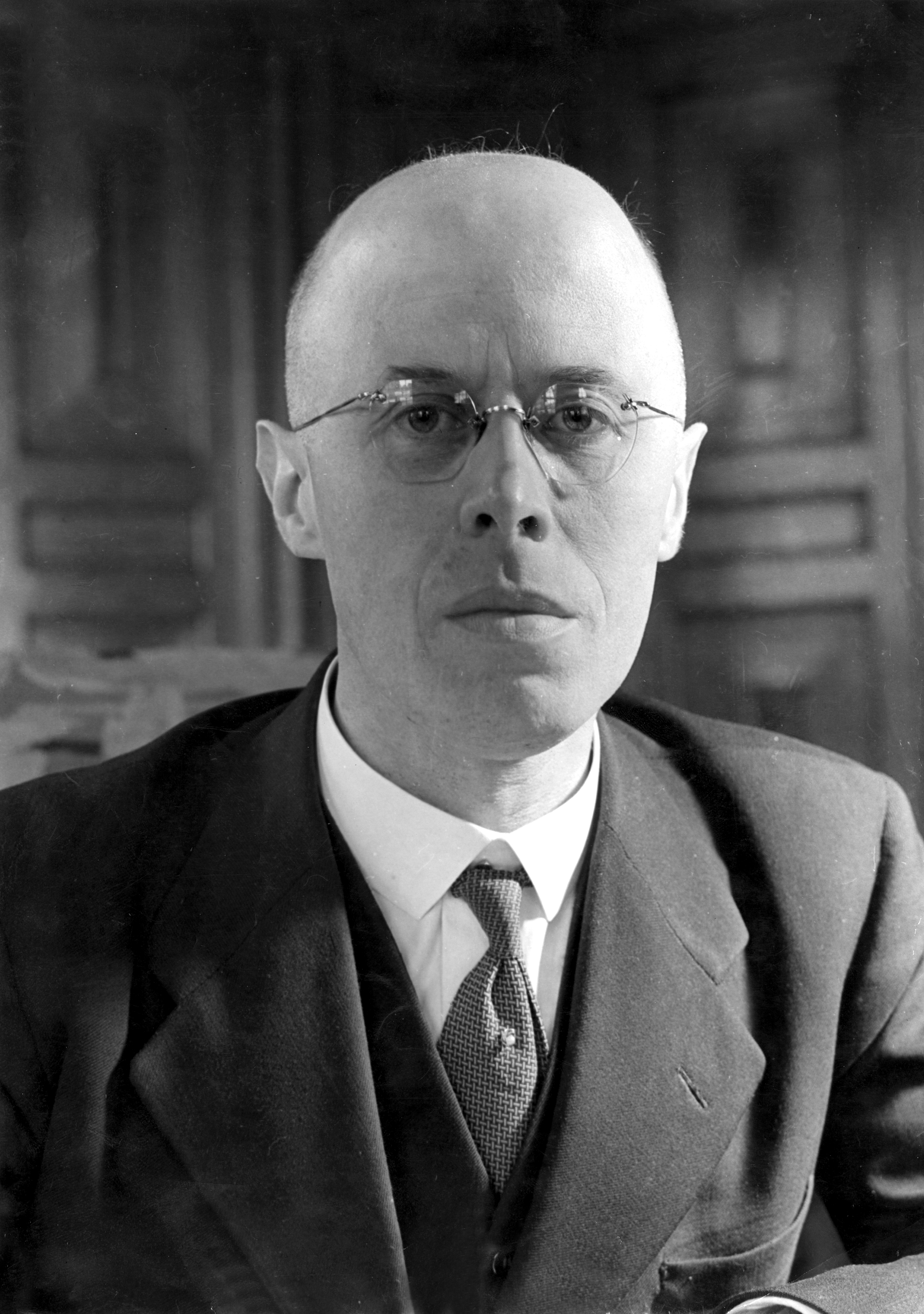
Louis Beel, 1947

Louis Joseph Maria Beel (* 12. April 1902 in Roermond; † 11. Februar 1977 in Utrecht) war ein niederländischer Politiker (KVP). Er war von Juli 1946 bis August 1948 und von Dezember 1958 bis Mai 1959 Ministerpräsident der Niederlande. Während des Indonesischen Unabhängigkeitskrieges war er von November 1948 bis Juni 1949 Hoher Vertreter der niederländischen Krone in Batavia. Ab 1958 war Beel Mitglied und von 1959 bis 1972 Vizepräsident des niederländischen Staatsrats.

## Jugend
Louis Beel war der Sohn des Tierarztes Theodor Antoon Louis Beel und seiner Frau Anna Maria Allegonda Rutten. Er besuchte das Bischöfliche Kolleg zu Roermond, das er 1920 mit der Allgemeinen Sekundarschulausbildung abschloss. Seine erste Stelle war die eines Gemeindesekretärs der Gemeinde Roermond. 1924 wurde er Sekretär von P.J.M.Gils, dem Ersten Bischöflichen Inspecteur in Limburg. Im gleichen Jahr schrieb sich Beel als Jurastudent an der Römisch-katholischen Universität zu Nimwegen ein. 1925 wurde er Beamter der Provinzialkanzlei von Overijssel, nachdem seine Bewerbung zum beamteten Sekretär der Gemeinde Deurne abgelehnt worden war.
Am 21. September 1926 heiratete er Henrica Gerardina Maria Josepha van der Meulen. Aus der Ehe gingen ein Sohn und drei Töchter hervor.

## Beruf und Kriegszeit
Nach der Ablegung seines Doktoralexamens (entspricht einem Diplom- oder Magistergrad, kein Doktor) in Rechtswissenschaft 1928 war er von 1929 im Gemeindesekretariat von Eindhoven beschäftigt, seit 1934 als stellvertretender Gemeindesekretär. 1935 promovierte er mit einer Dissertation zur Frage „Selbstverwaltung oder abhängige Dezentralisation?“ (Zelfbestuur of afhankelijke decentralisatie?). Neben seinem Hauptberuf als Verwaltungsbeamter lehrte er von 1927 bis 1945 als außerordentlicher Dozent für Politikunterricht an der katholischen Lehranstalt Tilburg und als Dozent für Rechtskunde an den katholischen Schulen für Familienpflege in Breda und Eindhoven.
Als in Eindhoven 1942 ein NSB-Bürgermeister, Hub Pulles, gewählt wurde, nahm er freiwillig Abschied. Er ließ sich mit einer Anwaltskanzlei für Verwaltungsrecht nieder. Nach dem Krieg hoffte er, eine wissenschaftliche Karriere anstreben zu können, jedoch brachte ihn der Zufall in die Nachkriegspolitik. Direkt nach Ende des Zweiten Weltkriegs wurde er von der Militärobrigkeit von Noord-Brabant als Berater in sozialen Angelegenheiten beauftragt. Diese Tätigkeit brachte ihn auch nach London, wo Königin Wilhelmina noch im Exil war und deren Vertrauen er gewinnen konnte.

## Politik
Beel war ab 1933 Mitglied der Roomsch-Katholieke Staatspartij (RKSP). Seine eigentliche politische Karriere begann er im Londoner Exil, wo er am 23. Februar 1945 zum Innenminister im Kabinett Gerbrandy III ernannt wurde. Diese Position behielt er auch nach der Rückkehr in die befreiten Niederlande und dem Kriegsende im Kabinett Schermerhorn/Drees. Die RKSP wurde im Dezember 1945 als Katholieke Volkspartij (KVP) neugegründet.
Bei den Parlamentswahlen am 17. Mai 1946 erhielt die KVP 32 Sitze und die sozialdemokratische PvdA 29 Sitze (von insgesamt 100). Die beiden Parteien schlossen eine „römisch-rote“ Koalition; Beel bildete sein erstes Kabinett, das vom 3. Juli 1946 bis 7. August 1948 regierte. Bis September 1947 war er in Personalunion auch Innenminister, dann übergab er dieses Amt an seinen Parteikollegen Petrus Johannes Witteman. Stattdessen übernahm Beel im Oktober 1947 das neugeschaffene Ministerium für allgemeine Angelegenheiten, das seither stets mit dem Amt des Regierungschefs verbunden ist. Während der längeren Krankheit Jan Anne Jonkmans übernahm Beel interimsweise auch das Amt des Ministers für Überseegebiete.
Seine Amtszeit war geprägt vom Streit um den Umgang mit der ehemaligen Kolonie Niederländisch-Indien (das heutige Indonesien), die während des Zweiten Weltkriegs von Japan besetzt worden war und danach im August 1945 unter Sukarno und Mohammad Hatta ihre Unabhängigkeit erklärt hatte, welche die bisherige Kolonialmacht jedoch nicht anerkannte. Beels Amtsvorgänger Willem Schermerhorn handelte als Vorsitzender der Generalkommission für Niederländisch-Indien im November 1946 mit Vertretern der Republik Indonesien das Linggadjati-Abkommen aus. Danach sollten die faktisch von der neugegründeten Republik kontrollierten Gebiete mit den wieder unter niederländischer Kontrolle stehenden Territorien die Vereinigten Staaten von Indonesien bilden. Diese wiederum sollten sich mit dem Königreich der Niederlande zur Niederländisch-Indonesischen Union zusammenschließen, mit der Königin der Niederlande als gemeinsamem Oberhaupt. Beel stand einer wirklichen Unabhängigkeit Indonesiens jedoch skeptisch gegenüber und stimmte dem Abkommen nur mit einem Zusatz zu, der die Rolle der Niederlande in der „Union“ stärkte. Damit wiederum waren die indonesischen Nationalisten unzufrieden. Wegen Unruhen in Java und Sumatra setzte Beels Regierung das Abkommen aus und führte im Juli bis August 1947 eine Militäroperation – in den Niederlanden als „Polizeiaktion“ verschleiert.
Sein Kabinett initiierte 1948 eine Änderung der Verfassung der Niederlande, welche die Schaffung neuer Status für die (ehemaligen) Kolonien Suriname, Antillen und Indonesien innerhalb des niederländischen Staatsverbands ermöglichen sollte. Nachdem beide Kammern der Verfassungsänderung zugestimmt hatten, wurde das Parlament aufgelöst und beide Kammern neugewählt, um auch die Zustimmung des Volkes einzuholen. Nach dieser vorgezogenen Neuwahl im Juli 1948 beauftragte die Kronprinzessin Juliana (als Regentin für ihre Mutter Wilhelmina) Beel erneut mit der Regierungsbildung. Seine Versuche scheiterten jedoch zweimal. Schließlich wurde Willem Drees (PvdA) Ministerpräsident einer breiten Koalition aus Sozial- und Christdemokraten sowie Liberalen (Kabinett Drees/Van Schaik). Bedingung der KVP für diese Koalitionsvereinbarung war, dass Beel die Position des obersten niederländischen Vertreters in Indonesien übernehmen würde.
Ende Oktober 1948 ernannte die neugekrönte Königin Juliana Beel zum Hohen Vertreter der Krone in Batavia, dieser Posten ersetzte infolge der Verfassungsänderung das frühere Amt des Generalgouverneurs von Niederländisch-Indien. Während seiner Amtszeit unternahmen die Niederlande um den Jahreswechsel 1948/49 eine zweite „Polizeiaktion“, d. h. Militärintervention, gegen die indonesische Regierung. Durch internationalen Druck – vor allem der Vereinigten Staaten – kam es danach jedoch zu neuen Verhandlungen, die im Mai 1949 im Roem–Van Roijen-Abkommen resultierten. Dieses sah Beel als zu nachgiebig an – sein Entwurf eines föderalen Indonesiens wurde jedenfalls hinsichtlich der großen Inseln Java und Sumatra zugunsten einer einheitlichen Republik aufgegeben – weshalb er von seinem Amt zurücktrat. Sein Nachfolger und letzter Vertreter der niederländischen Krone in Batavia war Tony Lovink. Ende Dezember 1949 erkannten die Niederlande die Unabhängigkeit Indonesiens an.
Von 1949 bis 1950 lehrte Beel Verwaltungsrecht und Verwaltungskunde an der Universität Nimwegen, dann wechselte er bis 1951 in gleicher Funktion an die Katholische Wirtschaftshochschule Tilburg.
Ab 6. Dezember 1951 wurde er als Innenminister in das christlich-sozialdemokratische Kabinett Drees II berufen, wobei er im September 1952 für wenige Tage auch den neu geschaffenen Posten des Sozialministers bekleidete, ehe er von Frans-Jozef van Thiel abgelöst wurde. Zudem war er stellvertretender Ministerpräsident. Am 7. Juli 1956 trat er als Minister zurück, um der Kommission van Drie (später Beel-Kommission genannt) beizutreten, die auf Ersuchen von Königin Juliana und Prinz Bernhard die Greet-Hofmans-Affäre untersuchte. Die Königin verlieh ihm am 21. November 1956 den Ehrentitel eines Staatsministers und berief ihn zum 1. April 1958 in den Raad van State.

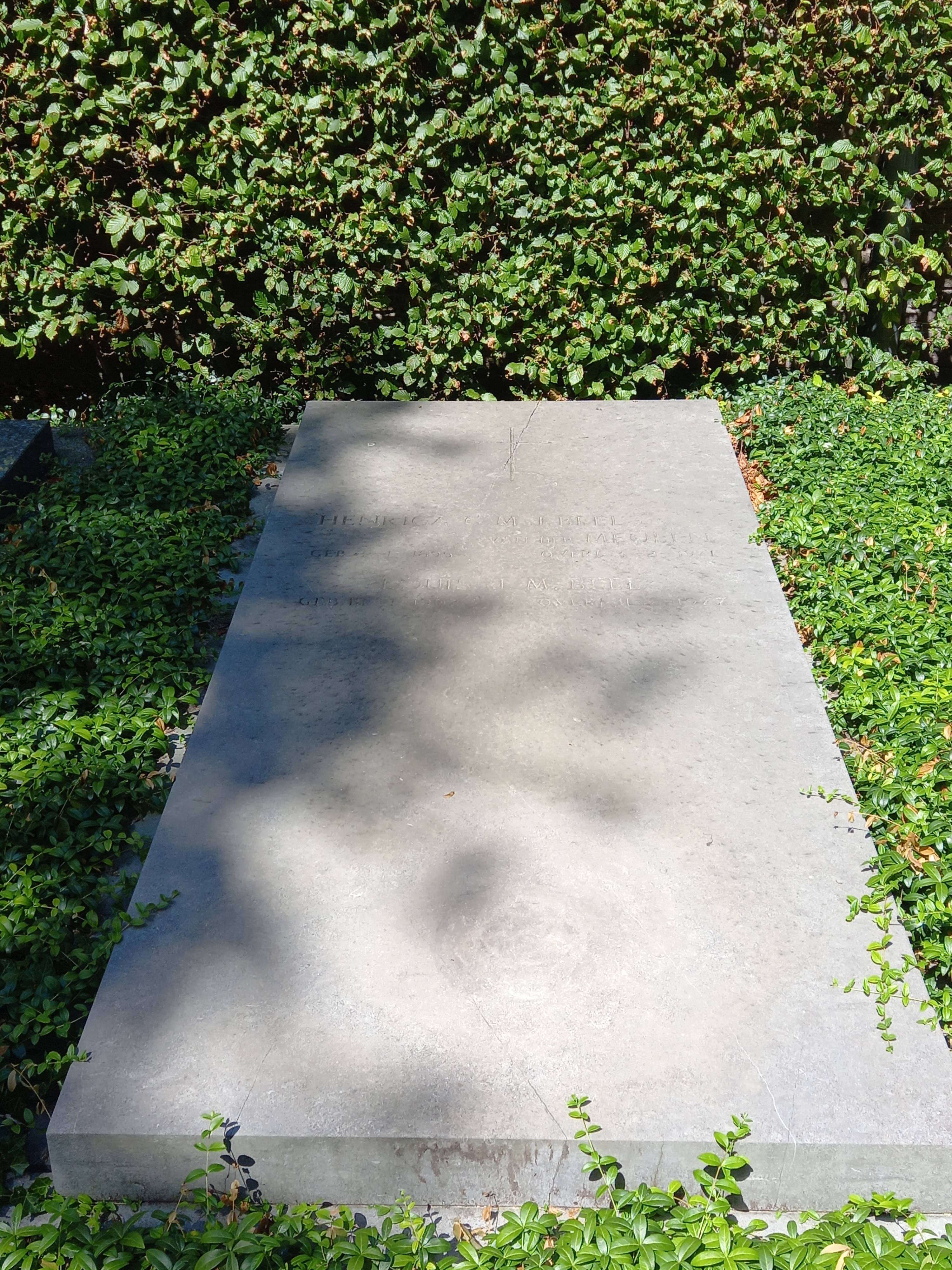
Das Grab von Louis Beel und seiner Ehefrau Henrica van der Meulen auf dem katholischen Friedhof Locus Pasquae in Wassenaar

Nach dem Zerbrechen der „römisch-roten“ Koalition und dem Rücktritt des Kabinetts Drees III war Beel vom 22. Dezember 1958 bis zum 19. Mai 1959 erneut Ministerpräsident sowie Sozial- und Gesundheitsminister im Interims-Kabinett Beel II, das die Regierungsgeschäfte bis zur vorgezogenen Neuwahl im März 1959 und während der anschließenden Bildung einer neuen Regierung führte. Sein Nachfolger wurde Jan de Quay. Anschließend kehrte Beel in den Raad van State zurück. Königin Juliana ernannte ihn zum 1. August 1959 zum Vizepräsidenten dieses Gremiums, was er bis 1972 blieb. Präsidentin des Staatsrates war die Königin selbst, weshalb Beel als ihr Stellvertreter manchmal salopp als „Vizekönig“ (onderkoning) tituliert wurde. Während der Gespräche zur Regierungsbildung übernahm er 1959, 1963, 1966 und 1967 die Rolle des informateurs.